# اریک فریس
اریک فریس (انگلیسی: Erik Friis; ۲۳ ژانویهٔ ۱۹۱۶ – ۱۱ اکتبر ۱۹۸۳) دوچرخه‌سوار اهل دانمارک بود.